# Catacora (Batallas)
Catacora ist eine Ortschaft im Departamento La Paz im südamerikanischen Andenstaat Bolivien.

## Lage im Nahraum
Catacora ist ein Ort des Kantons Batallas im Municipio Batallas in der Provinz Los Andes und liegt auf einer Höhe von 3947 m, am linken, südöstlichen Ufer des Río Khullu Cochi und direkt am Cerro Calvario (3988 m). Südlich von Catacora erstreckt sich die weite Ebene des bolivianischen Hochlandes bis über El Alto und La Paz hinaus, 25 Kilometer östlich von Catacora verläuft der Gebirgsriegel der Cordillera Muñecas, die hier mit dem Huayna Potosí auf über 6000 Meter ansteigt.

## Geographie
Catacora liegt auf dem bolivianischen Altiplano zwischen den Anden-Gebirgsketten der Cordillera Occidental im Westen und der Cordillera Central im Osten. Die Region weist ein ausgeprägtes Tageszeitenklima auf, bei dem die mittleren Temperaturschwankungen im Tagesverlauf deutlicher ausfallen als im Jahresablauf.
Die Jahresdurchschnittstemperatur der Region liegt bei 9 °C, die mittleren Monatswerte schwanken nur unwesentlich zwischen 6 °C im Juli und 10 °C im November und Dezember (siehe Klimadiagramm Batallas). Der Jahresniederschlag beträgt etwa 600 mm, die Monatsniederschläge liegen zwischen unter 15 mm in den Monaten Juni bis August und zwischen 100 und 120 mm von Dezember bis Februar.

## Verkehrsnetz
Catacora liegt in einer Entfernung von 51 Straßenkilometern nordwestlich von La Paz, der Hauptstadt des Departamentos.
Von La Paz aus führt die asphaltierte Nationalstraße Ruta 2 in westlicher Richtung nach El Alto und weiter in nordwestlicher Richtung über Vilaque und Palcoco. Von Palcoco aus führt die Ruta 2 weiter über Batallas nach Copacabana am Titicacasee, bei Huarina zweigt die Ruta 16 nach Norden ab, die entlang der peruanischen Grenze bis ins bolivianische Tiefland führt. Auf halbem Weg zwischen Palcoco und Batallas zweigt eine lokale Straße nach Nordosten in das einen Kilometer abseits der Nationalstraße gelegene Catacora ab.

## Bevölkerung
Die Einwohnerzahl der Ortschaft ist in dem Jahrzehnt zwischen den beiden letzten Volkszählungen geringfügig angestiegen:
| Jahr | Einwohner         | Quelle       |
| ---- | ----------------- | ------------ |
| 1992 | keine Detaildaten | Volkszählung |
| 2001 | 516               | Volkszählung |
| 2012 | 537               | Volkszählung |
| 2024 |                   | Volkszählung |

Die Region weist einen hohen Anteil an Aymara-Bevölkerung auf, im Municipio Batallas sprechen 93,9 Prozent der Bevölkerung Aymara.